# Marcin Możdżonek
Marcin Możdżonek (Olsztyn, 9 febbraio 1985) è un pallavolista polacco.
Gioca nel ruolo di centrale nell'Asseco Resovia.

## Carriera
Marcin Możdżonek inizia la sua carriera pallavolistica da professionista nella stagione 2004-05, tra le file dell'AZS UWM Olsztyn, in cui milita per quattro stagioni.
Nella stagione 2008-09 si trasferisce allo Skra Bełchatów in cui milita per tre stagioni, caratterizzate da un dominio a livello nazionale con tre campionati consecutivi e altrettante Coppa di Polonia. Anche con la nazionale ottiene ottimi risultati come una medaglia d'oro e una di bronzo sia ai campionati europei che nella World League, a cui si aggiunge un secondo posto alla coppa del Mondo.
Nella stagione 2012-13 viene ingaggiato dallo ZAKSA Kędzierzyn-Koźle con cui vince la sua quarta Coppa di Polonia; con la nazionale vince la medaglia d'oro al campionato mondiale 2014. Dopo aver disputato la Supercoppa polacca, nel campionato 2014-15 va a giocare nella Voleybol 1. Ligi turca con lo Halk Bankası Spor Kulübü; con la maglia della nazionale polacca si aggiudica la medaglia di bronzo alla Coppa del Mondo 2015.
Ritorna in Polonia per il campionato 2015-16, difendendo i colori del Cuprum Lubin, mentre l'anno successivo si trasferisce all'Asseco Resovia.

## Palmarès

### Club
- Campionato polacco: 3

2008-09, 2009-10, 2010-11
- Coppa di Polonia: 5

2008-09, 2010-11, 2011-12, 2012-13, 2013-14

### Nazionale (competizioni minori)
- Campionato mondiale Under-21 2003
- Memorial Hubert Wagner 2013
- Memorial Hubert Wagner 2015
- Memorial Hubert Wagner 2016

### Premi individuali
- 2009 - Mondiale per club: Miglior muro
- 2011 - Coppa del Mondo: Miglior muro
- 2012 - Polska Liga Siatkówki: Miglior muro
- 2012 - World League: Miglior muro
- 2013 - Memorial Hubert Wagner: Miglior muro